# Noëlle Vincensini
Pour les articles homonymes, voir Vincensini.
Noëlle Vincensini, née le 3 janvier 1927 à Piedicroce et morte le 22 mai 2025 à Ajaccio, est une réalisatrice, écrivaine et militante associative française.

## Biographie
Née en 1927 à Piedicroce (Corse), Noëlle Vincensini est une résistante française. Élève au lycée Georges-Clemenceau de Montpellier, elle distribue des tracts et des journaux de résistance aux côtés de Jeanne Bleton, Josette Peyre et Paulette Bertholio. Elle va également plusieurs fois au « centre de la Propagandastaffel » et dépose des tracts dans les « brochures de propagande » nazies. Elle s'engage au sein du mouvement de résistance des Forces unies de la jeunesse patriotique et participe au collage d'affiches prônant la résistance. Elle rejoint ensuite le mouvement des FTP. Durant ses années de résistance, elle rassembla des armes pour les maquisards. Après une rencontre en 1944, avec un agent du Bureau central de renseignements et d'action, Noëlle et ses amies devinrent « agents de liaison dans le réseau R3 action». Elles s'occupent alors des liens entre Montpellier et Le Vigan.
Noëlle Vincensini est arrêtée sur dénonciation en avril 1944 par la Gestapo et également par des miliciens à l’âge de 17 ans avec ses trois amies lycéennes. Elle est torturée car elle a les cheveux teints, ce qui laisse penser qu'elle est une « espionne ». De plus, elle explique dans un article de Libération qu'elle avait en possession le jour de son arrestation des photos de ses cousins, qui avaient été photographiés « fusils à l'épaule dans le maquis corse » ce qui empira son cas auprès de la Gestapo. Noëlle, Jeanne, Josette et Paulette sont envoyées « à la prison du 32e » dans la même cellule. Noëlle et ses amies sont ensuite déportées dans le camp de femmes de Ravensbrück par le convoi parti de Paris le 4 juillet 1944 (convoi I.241) et envoyées dans le Kommando de travail de Neubrandenburg. Elles s’évadent pendant « la marche de la mort » en mai 1945.
Noëlle Vincensini épouse en 1947 l'écrivain cévenol Jean-Pierre Chabrol avec qui elle milite au PCF à Palaiseau, ville dont elle devient Maire-adjointe en 1953. A l'hiver 1954, en plein crise du logement, Noëlle décide, pour venir en aide aux nombreuses personnes démunies, de réquisitionner les logements inoccupés dont « les villas bourgeoises de sa ville» . Durant sa vie avec Jean-Pierre Chabrol, elle sera amie avec « Aragon et Elsa, Brel et Brassens, Montand et Signoret ».
Elle divorce et revient dans son village de Piedicroce en Corse en 1970. Elle y mène un combat pour la démocratie en luttant pendant huit années de suite contre la fraude électorale massive affrontant menaces et intimidations. Elle finit par gagner cette bataille avec la publication par la Municipalité de nouvelles listes électorales.
En 1978, elle est à l'initiative de la création d'une des premières radios libres en Corse Radio Balbuzard. Cette année là, elle et d'autres femmes vont « dénoncer la dure répression que subissaient alors aussi les nationalistes » en occupant « la rue devant la préfecture d'Ajaccio ».
Entre 1976 et 1985, Noëlle Vincensini réalise trois documentaires Da fassi una spulendata (1976), Da la piaghja a la muntagna (1977) prix du Festival vert de Montpellier et Stonde (1985) qui forme une trilogie s'inscrivant dans le cadre du mouvement de réappropriation de la culture corse, u Riacquistu. En 1981, elle cofonde une association d'aide à la production, Sinemassoci, favorisant un jeune cinéma d'auteurs insulaires.
En 1985, elle créé avec plusieurs personnalités corses le collectif anti-raciste Ava Basta. Un concert est organisé pour célébrer la création de l'association et le groupe des Muvrini y participe. Ils sont à la suite de cela boycottés « par les nationalistes pendant quatre ans».
Noëlle Vincensini fait également des interventions auprès des scolaires, en Corse, pour les sensibiliser au problème du racisme.
Elle a également participé à un colloque pour la paix « à l'invitation de l’Église de Corse ».
Dans le documentaire historique du réalisateur Frédéric Vidal La mémoire et le silence, sorti en 2013 et consacré aux portraits de femmes résistantes déportées au camp de Ravensbrück, Noëlle Vincensini livre un témoignage de cette épreuve intitulé La norme c’était la mort.
Le documentaire historique de la réalisatrice Jackie Poggioli, 70 ans après, résistantes corses déportées, trace son portrait ainsi que ceux de 17 autres résistantes nées en Corse telles que Danielle Casanova et passées par les camps de Ravensbrück, Mauthausen et Auschwitz. Ce documentaire fut projeté à l’Assemblée Nationale le 26 janvier 2016.
Décorée du grade de chevalière de la Légion d'honneur en 2008, Noëlle Vincensini a été élevée au grade d'officière de la Légion d'honneur le 15 avril 2016.
Elle publie Le gendarme paysan : alentours d'une vie en 2014 et un ouvrage autobiographique en 2018.
Une plaque commémorative en hommage aux « 4 petites de Montpellier » est inaugurée au lycée Georges Clemenceau le 14 novembre 2024.
Des lycéens des lycées Giocante de Casabianca et Paul Vincensini de Bastia étaient invités à la cérémonie nationale pour le 80e anniversaire de la victoire du 8 mai 1945 à Paris après avoir remporté le Concours national de la résistance et de la déportation de l'année 2025 avec un roman graphique rendant hommage à Noëlle Vincensini .

## Décoration
- Officière de la Légion d'honneur (2016)[17].